# Japonés clásico
El japonés clásico (文語 bungo?) es la variante de japonés hablado y escrito que se utilizó durante la era Heian en Japón, alrededor de los siglos X y XII. Es el sucesor del japonés antiguo y se caracteriza por tener una gran influencia del vocabulario chino y haber sufrido extensos cambios en su fonología.
El japonés clásico fue el estándar para la forma escrita del lenguaje por mucho tiempo. Su uso comenzó a declinar después de la Restauración Meiji, cuando los novelistas comenzaron a escribir en japonés moderno, a pesar de que los periódicos y los documentos oficiales se siguiesen escribiendo en japonés clásico. Después de la Segunda Guerra Mundial, la mayoría del japonés escrito ya estaba representada por el japonés moderno. A pesar de todo, en la actualidad sigue teniendo uso literario, especialmente en géneros tradicionales como el haiku.